# Stefan Benedykt
Stefan Marian Juliusz Benedykt ps. „Feliks Markowski”, „Józef” (ur. 29 listopada 1896 w Wiedniu, zm. 21 marca 1987 w Londynie) – major dyplomowany piechoty Wojska Polskiego. Awansowany przez Prezydenta RP na uchodźstwie na stopień pułkownika, członek Głównej Komisji Rewizyjnej Związku Legionistów Polskich od 1936 roku.

## Życiorys
Stefan Benedykt urodził się 29 listopada 1896 w Wiedniu  (lub we Lwowie) w rodzinie Fryderyka i Barbary .
28 sierpnia 1914 wstąpił do Legionu Wschodniego. 26 września 1914 roku, po rozwiązaniu Legionu Wschodniego, złożył przysięgę na wierność cesarzowi i został przydzielony do 5 kompanii 2 pułku piechoty. Od 14 stycznia do 14 maja 1915 roku był słuchaczem II Kursu Szkoły Podchorążych Legionów Polskich w Marmarosz-Sziget i Kamieńsku (od połowy kwietnia). W dniach 4 i 5 maja 1915 roku złożył egzaminy końcowe. Po ukończeniu kursu został przydzielony do I batalionu 4 pułku piechoty, w którym został komendantem plutonu. 6 lipca 1916 roku w czasie bitwy pod Kostiuchnówką został ciężko ranny i dostał się do rosyjskiej niewoli. W czasie służby w Legionach Polskich awansował na chorążego (15 listopada 1915 roku) i podporucznika (15 lipca 1916 roku).
W 1917 roku podjął nieudaną próbę ucieczki z niewoli zakończoną karą trzech miesięcy aresztu. Kolejna ucieczka zakończyła się powodzeniem i wstąpieniem w szeregi Polskiej Organizacji Wojskowej i II Korpusu Polskiego w Rosji. Po bitwie pod Kaniowem (11 maja 1918 roku) przedostał się do Murmańska. 26 listopada 1918 roku wyjechał z misją kurierską do Armii Polskiej we Francji, z którą w kwietniu następnego roku powrócił do kraju.
16 czerwca do 30 listopada 1919 roku był słuchaczem I Kursu Wojennej Szkoły Sztabu Generalnego w Warszawie. 19 sierpnia 1920 roku został zatwierdzony z dniem 1 kwietnia 1920 roku w stopniu kapitana z tytułem „przydzielony do Sztabu Generalnego”, w piechocie, w grupie oficerów byłej armii generała Hallera. Pełnił wówczas służbę w Oddziale II Informacyjnym Naczelnego Dowództwa Wojska Polskiego.
1 czerwca 1921 roku pełnił służbę w Szpitalu Nr 1 w Krakowie, a jego oddziałem macierzystym był wówczas 4 pułk piechoty Legionów. 3 maja 1922 roku został zweryfikowany w stopniu kapitana ze starszeństwem z dniem 1 czerwca 1919 roku i 138. lokatą w korpusie oficerów piechoty. W 1923 roku pełnił służbę w 58 pułku piechoty w Poznaniu. 31 marca 1924 roku został awansowany na majora ze starszeństwem z dniem 1 lipca 1923 roku i 55. lokatą w korpusie oficerów piechoty. Z dniem 31 lipca 1924 roku został przeniesiony w stan spoczynku z powodu trwałej niezdolności do służby wojskowej stwierdzonej „na podstawie przeprowadzonej superrewizji”. Mieszkał wówczas w Krakowie przy ulicy Krowoderskiej 11.
Po zwolnieniu z wojska ukończył studia prawnicze na Uniwersytecie Jagiellońskim, po czym pracował jako dziennikarz. W 1928 roku mieszkał w Warszawie. W 1934 roku, jako major ze starszeństwem z 1 czerwca 1919 roku w korpusie oficerów stanu spoczynku piechoty, pozostawał w ewidencji Powiatowej Komendy Uzupełnień Warszawa Miasto III. Posiadał przydział do Oficerskiej Kadry Okręgowej Nr I. Był wówczas „przewidziany do użycia w czasie wojny”.
Po kampanii wrześniowej 1939 roku został internowany na Węgrzech. W listopadzie 1943 roku na terytorium Królestwa Węgier wszedł w skład sztabu Oddziałów Armii Krajowej na czele których stał pułkownik dyplomowany Jan Korkozowicz ps. „Barski”. W sztabie OAK kierował referatem informacyjnym. Po wejściu Niemców na terytorium Królestwa Węgier (19 marca 1944 roku) został aresztowany i osadzony w obozie koncentracyjnym Mauthausen.
Po zakończeniu II wojny światowej pozostał na emigracji w Londynie. Był członkiem Ligi Niepodległości Polski. Został awansowany przez prezydenta RP na uchodźstwie na stopień podpułkownika i pułkownika . Podpisał list pisarzy polskich na Obczyźnie, solidaryzujących się z sygnatariuszami protestu przeciwko zmianom w Konstytucji Polskiej Rzeczypospolitej Ludowej (List 59). Zmarł 21 marca 1987 w Londynie . Jego pogrzeb odbył się w kościele św. Andrzeja Boboli w Londynie. Był żonaty Zofią z Janiewiczów h. Junosza (1912–1982).

## Ordery i odznaczenia
- Krzyż Srebrny Orderu Wojskowego Virtuti Militari nr 6937
- Krzyż Niepodległości (6 czerwca 1931)[19]
- Krzyż Walecznych
- Złoty Krzyż Zasługi (9 listopada 1931)[20]